# Юсуф I ібн Ісмаїл
Юсуф I ібн Ісмаїл (араб. يوسف بن إسماعيل; нар. 29 червня 1318 — 19 жовтня 1354) — сьомий емір Гранади з династії Насрідів, який правив з 1333 по 1354 роки. Він став наступником свого брата Абу Абдаллах Мухаммада IV.

## Біографія
Юсуф I ібн Ісмаїл народився в Гранаді в 1318 році. Вступив на гранадський трон в 1333. Був прихильником миру з Кастилією, яка оголосила в 1327 році відновлення Реконкісти, але під тиском маринідского султана Марокко Абу'л Гасана Алі, який надіслав в Андалусію свою армію, оголосив християнам війну. Однак маринідсько-гранадські війська були розбиті в битві на Ріо Саладо в 1340 році кастильськими військами за підтримки арагонців і португальців, після чого маринідські війська повернулися в Африку, припинивши спроби розширення своїх земель в Іспанії, але зберігши там кілька фортець. Через кілька років Юсуф I втратив багаті та важливі міста Альхесірас в 1344 і Гібралтар в 1349 роках, але зумів незабаром повернути Гібралтар, так як кастильський король Альфонсо XI помер від чуми 26 березня 1350.
У 1354 році Юсуф I був зарізаний божевільним у Великій Гранадській мечеті під час свята з нагоди закінчення Рамадану. Наступником став його син Абу Абдуллах аль-Гані бі-Ллах Мухаммад V.